# Say It Loud, I Love Rap and I'm Proud
Albums de Schoolly D
The Collection
(1999) Funk 'n Pussy
(2000)
Say It Loud, I Love Rap and I'm Proud est une compilation de Schoolly D, sortie le 6 décembre 1999.

## Liste des titres
| No  | Titre                                    | Album original              | Durée |
| --- | ---------------------------------------- | --------------------------- | ----- |
| 1.  | We Get Ill                               | Schoolly D                  | 4:02  |
| 2.  | P.S.K. What Does It Mean?                | Schoolly D                  | 6:16  |
| 3.  | Do It Do It                              | Saturday Night! – The Album | 2:27  |
| 4.  | I Don't Like Rock & Roll                 | Schoolly D                  | 5:53  |
| 5.  | Gucci Time                               | Schoolly D                  | 6:08  |
| 6.  | Get N' Paid                              | Saturday Night! – The Album | 2:53  |
| 7.  | It's Crack                               | Saturday Night! – The Album | 5:29  |
| 8.  | Saturday Night                           | Saturday Night! – The Album | 3:48  |
| 9.  | Megoomba Megamix (DJ Code Money Megamix) | Inédit                      | 6:12  |
| 10. | Saturday Night (Extended Version)        | Inédit                      | 5:18  |

| 11. | Gangster Boogie          | Am I Black Enough for You?  | 3:14 |
| 12. | Dedication to All B-Boys | Saturday Night! – The Album | 3:55 |
| 13. | Dis Groove Is Bad        | Saturday Night! – The Album | 4:18 |
| 14. | Opstay Now               | Inédit                      | 4:42 |